# Jon Fisher
Jon Fisher (Stanford, California, 19 de enero de 1972) es un empresario de Silicon Valley, autor y analista económico. Fisher cofundó y fue director ejecutivo de Bharosa, una compañía de  Oracle Corporation, que creó el Oracle Adaptive Access Manager. Fisher es reconocido por sus predicciones acertadas sobre la economía de los Estados Unidos, particularmente sobre las tasas de desempleo. Fisher es profesor adjunto en la Universidad de San Francisco y su libro, Strategic Entrepreneurism: Shattering the Start-Up Entrepreneurial Myths, es de lectura obligatoria en los programas de MBA de muchas escuelas, incluyendo la Haas School of Business en la Universidad de California, Berkeley. El libro es además uno de los tres elegidos por los Ohio TechAngels para su proyecto sobre la oportunidad y la estrategia en la venta de negocios –especialmente aquellos financiados por inversionistas ángeles–.

## Primeros años y educación
Fisher nació en el Stanford Hospital; hijo de Gerald, profesor universitario, y Anita Fisher. Se graduó de la escuela The Nueva School y de Crystal Springs Uplands School. Asistió al Vassar College antes de graduarse de la Universidad de San Francisco. Fisher contrajo matrimonio con Darla Kincheloe Fisher, propietaria de las boutiques de ropa Koze, en 2002. Su hija nació en 2010.

## Carrera en los negocios
En 1994 Fisher cofundó y fue director ejecutivo de AutoReach, ahora una compañía de AutoNation. En 1998 su empresa, NetClerk, creó el permiso de construcción en línea. Los activos de NetClerk se vendieron en 2002 a BidClerk. Tras el fracaso de NetClerk, Fisher creó un equipo junto a los protagonistas del documental Startup.com, incluyendo a Kaleil Isaza Tuzman, para ayudar a los empresarios a reestructurar y ordenar sus compañías. En 2004 Fisher cofundó y fue director ejecutivo de Bharosa, empresa adquirida por Oracle Corporation en 2007. El 20 de julio de 2010 Fisher fue nombrado director ejecutivo de Predilect, una nueva compañía en el área de la seguridad en Internet. El 17 de noviembre de 2010 Fisher fue nombrado director ejecutivo de CrowdOptic, el resultado de un cambio en la tecnología y el modelo de negocio de Predilect. Bruce Sterling  de la revista Wired escribió acerca de CrowdOptic: «Nunca he leído una obra de ficción o de no ficción que sugiriera que este tipo de tecnología podría ser posible».
Fisher es un orador activo en universidades y foros de tecnología.

## Predicciones acertadas
Fisher da un discurso en Marquette University en 2008.
Fisher ha comentado que la caída en la construcción de nuevas viviendas es un buen indicador de la dirección que está tomando la tasa de desempleo. Escribe: «Históricamente, cuando la construcción de nuevas viviendas estadounidenses se ha desplomado, el desempleo ha surgido al año siguiente», concluyendo que cree que existe una correlación lineal entre la construcción nacional de nuevas viviendas y el desempleo nacional en tiempos de recesión severa. Fisher realizó uno de los pronósticos más precisos sobre el desempleo en la historia de los Estados Unidos en abril de 2008 en Marquette University, donde predijo que el desempleo de Estados Unidos aumentaría a 9% para abril de 2009.
En agosto de 2009, en el Commonwealth Club of California, Fisher predijo que el desempleo de Estados Unidos alcanzaría un máximo de 10,4% antes de caer a 8,0% para finales de 2010. Fisher expresó que la vivienda de los consumidores podría ser el centro de la economía de Estados Unidos y de la economía internacional, desafiando la tesis de La tierra es plana de Thomas L. Friedman. Fisher ha sido un abierto crítico de los planes de rescate del Tesoro, diciendo: «hay diferentes técnicas de reestructura que son familiares al mundo de los negocios, y ninguna está siendo utilizada por el gobierno». Sin embargo, Fisher escribió que «el espíritu emprendedor no debería ser usado para apalear la red de seguridad».
En una entrevista en IE Radio, en marzo de 2010, Fisher predijo con precisión el momento en que se daría la crisis de 2011 del límite de endeudamiento máximo de Estados Unidos.

## Patentes
Fisher es coinventor de 4 patentes emitidas y 14 patentes pendientes: 7,908,645; 7,822,990; 7,616,764; y 7,596,701; las patentes están vinculadas a la seguridad y la encriptación de datos en línea, así como a servicios móviles.

## Reconocimientos
- American City Business Journals Forty Under 40 (2006)[27]
- Empresario del Año de Ernst & Young, Categoría Emergente (2007)[28]

## Filantropía
Fisher ha sido miembro del consejo de administración de The Nueva School en Hillsborough, California, e integró el equipo para su campaña de recaudación de fondos de 2008. Ha sido miembro del consejo administrativo de la fundación Pacific Vascular Research Foundation en el sur de San Francisco. Jon ha integrado el directorio del Buck Institute For Age Research.